# Alfred Kinsey

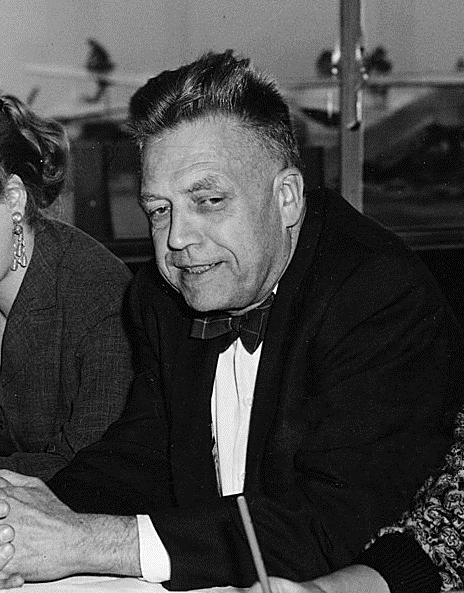
Alfred Kinsey

Alfred Charles Kinsey (Hoboken, N.J., 23 juni 1894 - Bloomington, 25 augustus 1956) was een Amerikaans bioloog en seksuoloog die aan de wieg stond van de seksuele revolutie.
Alfred Kinsey studeerde biologie aan Bowdoin College en Harvard Universiteit en promoveerde op een proefschrift over de studie van de galwespen. Tijdens deze studies werd hij geconfronteerd met gradaties in seksueel gedrag, die later de basis zouden vormen van zijn onderzoek en publicaties naar de menselijke seksualiteit.
Tijdens zijn studies had hij zich radicaal afgekeerd van het methodistisch geloof, waarin hij streng en liefdeloos was opgevoed.
Vanaf 1938 heeft hij zich beziggehouden met de studie van de menselijke seksualiteit. Hij zocht en vond onder meer een sponsor in de Rockefeller Foundation waar men net zoals hij voorstander was van de eugenetica.
In 1948 en 1953 publiceerde Kinsey zijn bevindingen in de zogenaamde Kinsey Reports. Zijn beschrijving van het geslachtsleven van Amerikaanse mannen en vrouwen waren voor velen opzienbarend en worden beschouwd als de eerste wetenschappelijke studie over de menselijke seksualiteit. De wetenschappelijke waarde van zijn werk wordt tegenwoordig op een aantal punten sterk betwist.

## Bijdragen van Kinsey aan de seksuologie
Kinsey wordt beschouwd als een van de vaders van de seksuologie: de systematische en wetenschappelijke studie van de menselijke seksualiteit, waarbij vooroordelen, normen en waarden vervangen werden door feiten, variatie en nuance.

### Kinsey-rapporten
In 1948 publiceerde Kinsey Het seksuele gedrag in de man (Sexual behaviour in the human male). Vijf jaren later volgde Het seksuele gedrag in de vrouw (Sexual behaviour in the human female). Deze oorspronkelijke Kinsey-rapporten werden meer dan 750.000 keer verkocht en vertaald in dertien talen. Zij kunnen beschouwd worden als een van de succesvolste en invloedrijkste wetenschappelijke publicaties van de 20e eeuw. De rapporten kunnen geassocieerd worden met een verandering van de publieke houding met betrekking tot seksualiteit, waarin taboes en misvattingen werden doorbroken. Of zij een aanzet of een uitingsvorm waren van de seksuele revolutie van de jaren 60, is een kwestie van speculatie en discussie.
Enkele toentertijd opzienbarende bevindingen waren:
- bijna 46% van de mannen heeft weleens seksueel gereageerd op personen van beide seksen in het verloop van hun volwassen leven en 37% heeft weleens een homoseksuele ervaring gehad[2]
- 10% van de onderzochte Amerikaanse mannen waren min of meer exclusief homoseksueel, gedurende ten minste drie jaar van hun leven tussen de leeftijd van 16 en 55[2]
- 2 tot 6% van de vrouwen tussen de leeftijd van 20 en 35 waren exclusief homoseksueel in ervaringen en reacties[3]
- op basis van de gegevens schatte Kinsey in dat ongeveer 50% van alle vrouwen weleens vreemd ging in een vaste relatie[2]
- 12% van de vrouwen en 22% van de mannen heeft weleens erotisch gereageerd op sadomasochistische verhalen[3]

Deze resultaten zijn methodologisch sterk bekritiseerd, met name omdat de onderzochte populatie niet representatief zou zijn voor de hele Amerikaanse bevolking, maar hebben de aanzet gegeven tot verder onderzoek en een realistische benadering van menselijk seksueel gedrag. Latere herberekeningen van de gegevens, waarbij de onzuiverheden weggelaten werden, vonden slechts kleine aanpassingen in de resultaten, waardoor deze grotendeels overeind blijven staan.

### Kinsey-schaal
Kinsey heeft de zogenaamde Kinsey-schaal geïntroduceerd, waarin seksuele reacties verdeeld zijn op een glijdende schaal van biseksualiteit, met uitsluitend hetero- of homoseksueel als de twee uitersten.

### Kinsey instituut
Kinsey richtte in 1947 het Instituut voor seksonderzoek op, verbonden aan de Indiana Universiteit in de Verenigde Staten, dat na zijn dood in 1981 naar hem vernoemd zou worden. Dit instituut ging door met het publiceren van rapporten o.a. in 1958 Zwangerschap, geboorte en abortus, in 1965 Seksuele delinquenten: een analyse van types en in 1978 Het Kinsey rapport over vrouwelijke en mannelijke homoseksualiteit. Het instituut is nog steeds een belangrijk onderzoekscentrum naar seksualiteit, dat meegegroeid is met nieuwe inzichten en onderzoektechnieken. Het instituut ligt regelmatig onder vuur van conservatieve groepen, die zich niet kunnen vinden in de werkwijze en uitkomsten van hun onderzoek.

### Maatschappelijk activisme
Kinsey combineerde wetenschappelijk onderzoek met maatschappelijk activisme. Kinsey was de mening toegedaan dat van zodra een bepaalde vorm van gedrag relatief veel voorkomt, deze als 'normaal' diende te worden beschouwd. Dit gold bijvoorbeeld voor seksuele buitenechtelijke relaties, homoseksualiteit, groepsseks, sadomasochisme, pedofilie, bestialiteiten, pornografie en abortus.
Deze combinatie van onderzoek en activisme leidde er bijvoorbeeld toe dat hij getrouwde stellen definieerde als ten minste een jaar samen ook zonder een huwelijkse status, waardoor zijn gegevens voor buitenechtelijke relaties discutabel werden voor de critici van zijn tijd. Tegenwoordig is deze omschrijving van een vaste relatie veel meer geaccepteerd.
Kinsey stelde zich ook tot doel, de maatschappelijke en juridische houding ten opzichte van bepaalde seksuele praktijken grondig te wijzigen. Zo bekwam hij onder meer een vermindering van de strafmaat op verkrachting in de Verenigde Staten.

## Kritiek op het werk en de werkwijze van Alfred Kinsey
Men heeft Kinsey verweten dat hij de menselijke seksualiteit louter als een biologisch verschijnsel beschouwde en louter kwantitatieve gegevens verzamelde in zijn werk.
Het staat nu ook vast dat de personen die hij interviewde, niet representatief waren voor de Amerikaanse maatschappij. Enerzijds was er sprake van een hoog aantal deelnemers uit gevangenissen; waaronder prostituees, personen met afwijkend seksueel gedrag en personen die een straf uit zaten voor een zedendelict. Anderzijds is er bij degenen die positief reageerden op deelname aan het onderzoek sprake van zelfselectie, alleen degenen die het onderwerp als minder taboe beschouwen zullen deelnemen.
Vooral de hervormingen op juridisch en pedagogisch vlak die Kinsey beijverde waren en zijn controversieel.

## Kinsey in fictie
Kinsey komt voor in de roman The Inner Circle (De Ingewijden, 2004) van T. Coraghessan Boyle.
De film Kinsey uit 2004, met Liam Neeson in de rol van de zoöloog en seksuoloog, toont een wat ongenuanceerd beeld over het leven van Kinsey. De film is gebaseerd op een script van Bill Condon en mist hier en daar de scherpe kantjes van met name het werk van Kinsey. De film werd geregisseerd door homo-activist Bill Condon en gefinancierd door Myriad Pictures.
Ook wordt Kinsey kort genoemd in 'On the road' van Jack Kerouac. De schrijver vertelt dat personages Hassel en Carlo in 1945 door een assistent van Kinsey zijn geïnterviewd in Ritzy's bar, 'the hoodlum bar of the streets around Times Square.’
Ook in het laatste boek van Carson Mc Cullers spreken twee van de hoofdpersonages over het Rapport. De oude rechter heeft het met wellustig plezier gelezen (met een andere kaft rond) en daarna verboden in de plaatselijke bibliotheek. De jonge Jester heeft het gespannen en bevend gelezen. Hij vreest dat hij homoseksueel is, zoals in het boek beschreven.